# Glanidium melanopterum
Glanidium melanopterum är en fiskart som beskrevs av Miranda Ribeiro, 1918. Glanidium melanopterum ingår i släktet Glanidium och familjen Auchenipteridae. Inga underarter finns listade i Catalogue of Life.